# Tino Müller
Tino Müller (* 21. Juni 1978 in Ueckermünde) ist ein deutscher Politiker (NPD), Neonazi und Kameradschaftsaktivist. Von 2006 bis 2016 war er Mitglied des Landtages von Mecklenburg-Vorpommern.

## Werdegang
Von 1995 bis 1998 erfolgte seine Ausbildung zum Maurer, welche er als Facharbeiter abschloss. Seinen Grundwehrdienst absolvierte er 1999. Anschließend war er bis 2006 als Maurer im Baugewerbe tätig.
Seit Dezember 2005 ist Tino Müller Mitglied der NPD; seit März 2006 Vorsitzender des NPD-Kreisverbandes Uecker-Randow. Bei der Bundestagswahl 2005 trat er, obwohl noch nicht Parteimitglied, auf Platz 3 der NPD-Landesliste an, allerdings erfolglos. Bei der Landtagswahl 2006 stand er auf Platz 2 der NPD-Liste. Nach dem Wahlerfolg seiner Partei gehörte er als stellvertretender Fraktionsvorsitzender dem Landtag von Mecklenburg-Vorpommern an. Auf Platz zwei der Landesliste der NPD für die Landtagswahl in Mecklenburg-Vorpommern 2011 wurde er am 4. September 2011 erneut in den Landtag gewählt. Bei der Landtagswahl in Mecklenburg-Vorpommern 2016 schaffte es Müller nicht mit der NPD wiederholt in den Schweriner Landtag einzuziehen.
Müller lebt in Eggesin (Landkreis Vorpommern-Greifswald), ist verheiratet und hat zwei Söhne.

## Rechtsextreme Aktivitäten
Tino Müller gilt als Anführer der als offen neonazistisch eingestuften Ueckermünder National-Germanischen Bruderschaft und ist eine der zentralen Personen im Sozialen und Nationalen Bündnis Pommern (SNBP), einem Zusammenschluss „freier Kameradschaften“ in Vorpommern. Die von ihm gegründete Bürgerinitiative „Schöner und sicherer wohnen in Ueckermünde“ sammelte im Jahre 2004 mehr als 2000 Unterschriften gegen die Einrichtung eines Asylbewerberheimes in der Stadt. Außerdem engagiert Müller sich in der „Heimattreuen Deutschen Jugend“, die im März 2009 durch Bundesinnenminister Wolfgang Schäuble verboten wurde.